# آکوهیمه
آکوهیمه (به ژاپنی: 阿古姫 Akohime); ۱ ژانویهٔ ۱۵۵۰ – ۶ سپتامبر ۱۶۵۳) یک زن اشرافی از خاندان چوسوکابه و دختر چوسوکابه موتوچیکا دایمیوی ولایت توسا در شیکوکو در طی دوره سنگوکو بود.